# Hypernova
Hypernova (en persa: هایپرنوا) es una banda iraní de rock formada en 2006 en la ciudad de Teherán, por King Raam (vocalista, guitarra), Kodi (guitarra), Jam Raam (bajo) y Kami (batería). El grupo tiene sonoridades del post-punk de los años 80, y un sonido que va desde el rock alternativo hasta el new wave. Interpretan sus canciones en inglés.
El grupo es caracterizado por ser uno de los mayores exponentes del rock iraní. A pesar de la popularidad del grupo, se han visto sometidos a problemas legales en Irán debido a la interpretación del islam vigente en el país: sus componentes se exponen a la detención, multas, e incluso a una flagelación pública por parte de las autoridades iraníes. A pesar de las circunstancias, los miembros no se mantienen en el anonimato; asimismo, el grupo ha tenido que hacer sus grabaciones fuera de su nación natal, y actualmente residen en el estado de Nueva York, Estados Unidos.
Sus canciones más conocidas son las de su primer álbum de estudio titulado Through the Chaos; sin embargo, el tema «Fairy Tales» de 2010 también contó con notoriedad.[cita requerida]
En el 2007 lanzaron su primer extended play, Universal, y posteriormente en el 2011 publicaron otro, Exit Strategy, el cual se realizó en un concierto en vivo. Su sencillo «Viva La Resistance» está incluido en el videojuego musical de Harmonix/MTV Games: Rock Band 3.

## Integrantes

### Formación actual
- King Raam - voces, guitarra
- Kodi - guitarra
- Jam Raam - bajo
- Kami - batería

## Discografía

### Álbumes de estudio
- 2010: "Through the Chaos"

### EP
- 2007: "Universal
- 2011: "Exit Strategy" (Live EP)

### Sencillos
- "Fairy Tales"
- "Lost in Space"
- "Viva la Resistance"
- "See the Future"
- "Extacy"